# Jesewitz
Jesewitz là một đô thị trong huyện Nordsachsen, bang tự do Sachsen, nước Đức. Đô thị Jesewitz có diện tích 52,27 km², dân số thời điểm ngày 31 tháng 12 năm 2006 là 3154 người. 